# Crossopalpus humilis
Crossopalpus humilis är en tvåvingeart som först beskrevs av Frey 1913.  Crossopalpus humilis ingår i släktet Crossopalpus och familjen puckeldansflugor. Arten är reproducerande i Sverige. Inga underarter finns listade i Catalogue of Life.